# Episodi di One Piece (sedicesima stagione)
Questa lista comprende la sedicesima stagione della serie televisiva anime One Piece, prodotta da Toei Animation, diretta da Kōnosuke Uda e tratta dall'omonimo manga di Eiichirō Oda.
La sedicesima stagione si intitola Saga di Punk Hazard (パンクハザード佐賀?, Panku Hazādo hen) e raggruppa gli episodi dal 579 al 628. Dopo la partenza dall'isola degli uomini-pesce, la ciurma di Cappello di Paglia entra nel Nuovo Mondo; la storia tratta le loro vicende sull'isola di Punk Hazard. I 50 episodi sono stati trasmessi in Giappone su Fuji TV dal 6 gennaio 2013 al 12 gennaio 2014. L'edizione doppiata in italiano è andata in onda su Italia 2 dal 20 ottobre 2021 al 2 febbraio 2022, con la trasmissione di tre episodi alla settimana, ad eccezione del 2 febbraio 2022 in cui ne sono stati trasmessi quattro. L'episodio 590 è un crossover tra One Piece, Dragon Ball e Toriko, non è stato trasmesso e rimane inedito in italiano.
Le sigle di apertura adottate sono We Go! (ウィーゴー!?, Wī Gō!) di Hiroshi Kitadani, per gli episodi dal 579 al 590, e Hands up! (HANDS UP!?, Hanzu Appu!) di Kota Shinzato dal 591 al 628.

## Lista episodi
| Nº  | Titolo italiano Giapponese 「Kanji」 - Rōmaji - Traduzione letterale | In onda           | In onda          |
| Nº  | Titolo italiano Giapponese 「Kanji」 - Rōmaji - Traduzione letterale | Giapponese        | Italiano         |
| 579 | Pronti allo sbarco! Benvenuti a Punk Hazard, l'isola in fiamme 「上陸! 燃える島パンクハザード」 - Jōriku! Moeru shima Panku Hazādo – "Sbarco nell'isola in fiamme! Punk Hazard" | 6 gennaio 2013    | 20 ottobre 2021  |
| 579 | La ciurma, giunta in prossimità dell'isola infuocata di Punk Hazard, riceve una richiesta d'aiuto tramite lumacofono da parte di un uomo che viene poi ucciso da un samurai del Paese di Wa. Smoker, intercettata la comunicazione, ordina a Tashigi di fare subito rotta per l'isola sebbene i marine del G-5 gli ricordino che questa è stata posta in quarantena dopo un incidente avvenuto quattro anni prima. Rufy, Zoro, Robin e Usop raggiungono l'isola tramite la Mini-Merry: non appena sbarcati, scoprono che l'isola è sigillata da un cancello su cui si trovano gli stemmi del Governo mondiale, della Marina e vari segnali di pericolo, oltre che il nome dell'isola stessa. Dopo che Zoro ha aperto il cancello, i quattro, trovati alcuni edifici parzialmente fusi dall'alta temperatura, si imbattono in un gigantesco drago. |                   |                  |
| 580 | Battaglia incandescente! Luffy contro il drago gigante! 「灼熱の戦い! ルフィVS巨大竜!」 - Shakunetsu no tatakai! Rufi VS kyodai ryū! – "Scontro infuocato! Rufy vs il drago gigante!" | 13 gennaio 2013   | 20 ottobre 2021  |
| 580 | Rufy e Zoro cominciano a combattere contro il drago, il quale, oltre che molto forte e resistente, si rivela capace di volare, di sputare fuoco e di parlare. Dopo un iniziale momento di difficoltà, Rufy, lanciatosi sulla schiena dell'animale, scopre che la voce che avevano sentito proviene da un uomo incastrato nel dorso della creatura, di cui si vedono spuntare soltanto le gambe, e che li accusa di essere in combutta con un membro della Flotta dei Sette. Rufy fa quindi precipitare il mostro in modo che Zoro, grazie all'aiuto di Usop, abbia la possibilità di decapitarlo. Nel frattempo, sulla Sunny, i cinque membri della ciurma non sbarcati sull'isola vengono fatti addormentare con un gas soporifero da un gruppo di uomini con indosso delle strane tute e maschere antigas. Il capo di questo gruppo afferma di voler portare i pirati (tranne Brook, dato per morto visto il suo aspetto) al cospetto del loro "padrone". |                   |                  |
| 581 | Stupefacente incontro! La ciurma e lo strano samurai! 「一味騒然! 衝撃の首だけ侍登場!」 - Ichimi sōzen! Shōgeki no kubi dake samurai tōjō! – "La ciurma si divide! Shock per l'apparizione con il samurai senza testa!" | 20 gennaio 2013   | 20 ottobre 2021  |
| 581 | Rufy stacca dalla carcassa del drago l'uomo che vi era incastrato, ma sorprendentemente questi è sprovvisto della parte superiore del corpo. L'uomo, tuttavia, riesce a parlare e a darsi alla fuga per vendicarsi di un membro della Flotta dei Sette, ma Rufy lo raggiunge e attacca alla sua schiena queste gambe. Rufy, Zoro, Robin e Usop scorgono dall'alto la metà ghiacciata dell'isola mentre quest'ultimo avvista quella che sembra un'arpia. Intanto, il capo degli uomini mascherati fa rapporto al fantomatico "padrone", un essere gassoso intenzionato ad usare i quattro pirati come cavie da laboratorio dimostrandosi particolarmente interessato a Franky. I quattro pirati rapiti si svegliano in una prigione dove trovano la testa di un uomo scomposta in otto parti che chiede loro aiuto per farsi ricomporre; nel frattempo, sulla Sunny, che è stata portata nella baia della parte ghiacciata, Brook si sveglia e incontra un contingente di uomini mascherati. Mentre Rufy incontra un centauro-leopardo e ci fa subito amicizia, un uomo riceve dall'arpia vista in precedenza da Usop l'ordine di ucciderli. |                   |                  |
| 582 | Incredibile! Il segreto di Punk Hazard 「驚愕! 遂に明かされる島の秘密」 - Kyōgaku! Tsui ni akasareru shima no himitsu – "Shock! Finalmente svelato il mistero dell'isola" | 27 gennaio 2013   | 27 ottobre 2021  |
| 582 | Nami, grazie alle informazioni della testa parlante, capisce la natura dell'isola; l'essere, messo alle strette da Sanji, si rivela essere un samurai dal Paese di Wa arrivato su Punk Hazard per salvare il figlio. I cinque riescono ad evadere dalla cella grazie al raggio laser di Franky e la loro fuga li porta alla "Stanza dei biscotti", in cui trovano molti bambini, alcuni dei quali giganti. Nel frattempo, Usop e Robin vengono contattati da Brook con il lumacofono e aggiornati su quanto accaduto, quindi decidono di dirigersi verso la metà ghiacciata dell'isola dove la nave è stata portata. Il centauro-leopardo, avvertito da un centauro-giraffa che Rufy è uno degli intrusi, lo attacca insieme al compagno, ma viene messo facilmente al tappeto. Il "padrone", sopraggiunto sul luogo dell'evasione dei pirati, riconosce nel raggio di Franky lo stesso in dotazione ai Pacifisti di Vegapunk, contro il quale sembra provare molto astio; ordina poi di rilasciare il gas contro la nave del G-5 con Smoker che sta approdando su Punk Hazard. Smoker rivela che l'isola, dopo che quattro anni prima fu teatro di un grave incidente che la fece diventare una terra desolata, fu scelta, due anni dopo, come il terreno dello scontro tra Aokiji e Akainu che sconvolse il clima dell'isola. |                   |                  |
| 583 | Salvare i bambini! La ciurma entra in azione 「子供達を救え! 一味戦闘開始」 - Kodomo-tachi o sukue! Ichimi sentō kaishi – "Salvare i bambini! La ciurma inizia a combattere" | 3 febbraio 2013   | 27 ottobre 2021  |
| 583 | Sanji e gli altri chiedono informazioni ai bambini su dove si trovano esattamente, ma l'arrivo di un contingente di uomini mascherati induce i quattro pirati alla fuga. Nel frattempo, Rufy e gli altri, grazie ad un Pop Green di Usop, cominciano ad attraversare il lago di Punk Hazard per giungere nella metà ghiacciata dell'isola: il centauro-leopardo, una volta ripresosi, chiede al suo "Boss" di occuparsi di loro, e questi scambia Zoro per il samurai che ha mietuto vittime tra i suoi uomini. Nel frattempo, Nami, commossa dalla richiesta di aiuto dei bambini, decide di aiutarli: Franky e Sanji rimangono così ad occuparsi degli uomini mascherati, mentre Chopper e Nami conducono fuori dalla "Stanza dei biscotti" i bambini. Brook, ancora in attesa del gruppo di Rufy, viene attaccato dal torso senza testa di un samurai. |                   |                  |
| 584 | Duello di spade - Brook contro il misterioso busto del samurai 「剣術勝負 ブルックVS謎の胴体侍」 - Kenjutsu shōbu - Burukku VS nazo no dōtai samurai – "Scontro di scherma - Brook vs il misterioso busto di samurai" | 10 febbraio 2013  | 27 ottobre 2021  |
| 584 | La nave di Smoker si fa strada a colpi di cannone tra il ghiaccio di Punk Hazard, tentando di raggiungere la costa. Usop tenta di spiegare al capo dei centauri, Barbabruna, che Zoro non è il samurai che ha attaccato i suoi uomini, ma questi non gli crede e apre il fuoco sui quattro pirati; nel frattempo Nami e Chopper continuano a condurre lontani dalla "Stanza dei biscotti" i bambini, mentre Sanji e Franky continuano a combattere contro gli uomini mascherati. Il samurai si accorge che il suo torso sta affrontando un avversario ostico: Brook, infatti, sta combattendo con la parte superiore del suo corpo, ma lo scheletro, spaventato dallo strano essere, decide di fuggire. Smoker e i marine del G-5 riescono finalmente ad attraccare sull'isola, vicino all'ex-laboratorio di Vegapunk; all'ingresso vengono accolti da Law, ora membro della Flotta dei Sette dopo avere consegnato al governo i cuori di cento pirati, che definisce il laboratorio la sua casa per le vacanze. |                   |                  |
| 585 | La Flotta dei sette! Trafalgar Law 「七武海! トラファルガー・ロー」 - Shichibukai! Torafarugā Rō – "Un membro della flotta dei 7! Trafalgar Law" | 17 febbraio 2013  | 3 novembre 2021  |
| 585 | I bambini spiegano a Nami e Chopper che il "padrone" li sta curando da un anno ma, per le modalità con cui sono stati portati sull'isola, Nami capisce che in realtà i bambini sono stati rapiti; durante la loro fuga passano inoltre per una cella frigorifera dove sono contenuti degli uomini congelati, che indossano divise da prigionieri. Franky, Sanji e la testa del samurai, dopo avere sconfitto gli uomini del "padrone", si dirigono da Nami. Barbabruna, dopo aver capito che Rufy ha mangiato un frutto del diavolo, ordina ai suoi uomini di affondare la loro imbarcazione. Brook viene inseguito dal torso del samurai, ma questi comincia a rotolare verso il lago dell'isola. Law si rifiuta di far entrare Smoker e i marine del G-5 nel laboratorio, sostenendo che ci sia solo lui sull'isola; viene però smentito da Nami, Chopper, Franky e Sanji che arrivano alla porta coi bambini. I pirati, alla vista dei marine, fanno marcia indietro e Law afferma di non poter far più andar via i marine utilizzando i suoi poteri per ribaltare la loro nave e preparandosi a sbarazzarsi di loro. |                   |                  |
| 586 | Situazione pericolosa: battaglia su due fronti 「大ピンチ ルフィ極寒の湖に沈む」 - Dai pinchi - Rufi gokkan no mizuumi ni shizumu – "Grossi guai - Rufy affonda nel mare ghiacciato" | 3 marzo 2013      | 3 novembre 2021  |
| 586 | La barca di Rufy e degli altri viene affondata dai colpi dei centauri; una volta caduti in acqua, i quattro vengono attaccati dagli squali che abitano il lago, giunti lì grazie al fatto che il lago stesso è collegato al mare aperto. A dare loro manforte giunge però Brook, dando ai suoi compagni la possibilità di sbarazzarsi degli squali e di raggiungere a nuoto la terraferma. Robin, Zoro e Rufy, quasi assiderati, attaccano quindi con bramosia i nemici per impossessarsi dei loro cappotti. Nel frattempo, davanti al laboratorio, Law utilizza i suoi poteri per scambiare tra loro le personalità di Sanji, Nami, Chopper e Franky, per far sì che non si allontanino dall'isola. Quando poi Smoker gli intima di restituirgli la sua nave, Law la divide in pezzi sparpagliandoli, quindi, sempre con i suoi poteri, si impossessa dei lumacofoni dei marine per impedire loro di fare rapporto. Smoker ordina ai suoi uomini di allontanarsi dal suo raggio d'azione, ma molti di essi vengono fatti a pezzi; anche Tashigi, nel tentativo di attaccarlo, viene tagliata in due. |                   |                  |
| 587 | Duello! Law vs Smoker 「激突! ローVSスモーカー中将」 - Gekitotsu! Rō VS Sumōkā chūjō – "Scontro! Law vs il viceammiraglio Smoker" | 17 marzo 2013     | 3 novembre 2021  |
| 587 | Tashigi, tagliata a metà dai poteri di Law e alla sua mercé, viene salvata dall'intervento di Smoker che ingaggia battaglia con il membro della Flotta dei Sette, e dai marine del G-5 che la portano in salvo. Il gruppo di Rufy, sconfitti i centauri e privatili dei cappotti, si dirige, in groppa a Barbabruna, verso il laboratorio. Il "padrone", intanto, informato dall'arpia Mone della forza e della fama della ciurma, ordina di eliminare sia i pirati che Smoker e i marine, per poi mettersi in contatto con un certo Joker. Il gruppo di Sanji, trovata l'uscita posteriore, coi bambini continua la sua fuga, ma il freddo diventa presto un problema. Smoker, nel frattempo, continua a fronteggiare Law cercando di estorcergli una confessione su cosa stia tramando su Punk Hazard. Law, dopo avergli posto la stessa domanda, riesce ad avere la meglio sottraendo il cuore a Smoker. |                   |                  |
| 588 | Due anni dopo! L'incontro tra Luffy e Law 「2年ぶりの再会! ルフィとロー」 - Ninen buri no saikai! Rufi to Rō – "Incontro dopo 2 anni! Rufy incontra Law" | 24 marzo 2013     | 10 novembre 2021 |
| 588 | Rufy e gli altri, sempre in groppa a Barbabruna, arrivano sul luogo dello scontro appena concluso constatando l'accaduto. Tashigi, giunta coi marine, si getta contro Law, ma questi, tramite i suoi poteri, scambia la sua personalità con quella di Smoker. Dopo un breve scambio di battute, Law dice a Rufy di dirigersi verso l'entrata posteriore del laboratorio per trovare ciò che cerca, sostenendo che entrambi vogliono avere indietro qualcosa. Mentre i pirati si dirigono dove è stato loro indicato e Law torna nel laboratorio, i marine recuperano Smoker e Tashigi, ritirandosi. Intanto, il samurai, grazie ai poteri del suo frutto del diavolo, fornisce ai pirati e ai bambini dei cappotti con cui far fronte al freddo, per poi venire raggiunti da Rufy e gli altri. La ciurma si rifugia dunque in un laboratorio abbandonato e in pessime condizioni: il samurai recupera le sue gambe e afferma che è stato Law a ridurlo in quello stato, Sanji e gli altri spiegano alla ciurma le loro condizioni e tutti insieme fanno il punto della situazione. Nel frattempo, Smoker, ora nel corpo di Tashigi, spiega che la sigla "CC" che ha visto indica Caesar Clown, uno scienziato ex-collega di Vegapunk. |                   |                  |
| 589 | Caesar Clown: lo scienziato malvagio 「世界最悪 恐怖の科学者シーザー」 - Sekai saiaku - Kyōfu no kagakusha Shīzā – "Il peggiore del mondo - Il terribile scienziato Caesar" | 31 marzo 2013     | 10 novembre 2021 |
| 589 | Tashigi riferisce di sospettare che gli incidenti segnalati nei dintorni di Punk Hazard coprano, in realtà, numerosi rapimenti di bambini, e Smoker arriva alla conclusione che qualcuno di molto potente e influente nel G-5 stia coprendo i rapimenti di Caesar. Lo scienziato, intanto, comunica che il misterioso "Joker" gli ha dato il permesso di uccidere tutti gli intrusi. Barbabruna, interrogato dalla ciurma, riferisce che le undici supernove e Barbanera sono divenuti noti, a causa delle loro scorribande nel Nuovo Mondo, come "la generazione peggiore" e che proprio uno di loro, Hawkins, sbaragliò la sua ciurma e gli fece perdere le gambe. Barbabruna spiega che, in passato, Punk Hazard era un'isola lussureggiante su cui si trovavano i laboratori di Vegapunk: quattro anni prima, però, un esperimento fallito su delle armi chimiche distrusse tutte le forme di vita presenti e due dei tre laboratori; il Governo la pose in quarantena e abbandonò al loro destino i prigionieri presenti sull'isola come cavie. Un anno dopo, tuttavia, Caesar giunse sull'isola, bonificò il gas velenoso e aiutò i prigionieri, compreso lo stesso Barbabruna, giunto sull'isola due anni prima del presente. Infine, pochi mesi prima, Law, ora membro della Flotta dei Sette, usò i suoi poteri per dare ai sottoposti di Caesar le gambe di alcuni animali rendendoli così dei centauri. Smoker riferisce ai suoi uomini che non fu Vegapunk, bensì Caesar a causare l'incidente a Punk Hazard. Egli fu arrestato, ma, grazie alla sua abilità, riuscì a fuggire; lo scienziato, infine, redarguisce l'arpia sostenendo che i suoi esperimenti non falliscono mai e che anche l'incidente di quattro anni prima è da considerarsi un successo in quanto, con la sua arma, riuscì ad uccidere tutte le specie viventi sull'isola. |                   |                  |
| 590 | 「史上最強コラボVS海の大食漢」 - Shijō saikyō korabo VS umi no taishokukan – "La più forte collaborazione della storia contro il ghiottone del mare" | 7 aprile 2013     | -                |
| 590 | Speciale crossover tra One Piece, Toriko e Dragon Ball. L'episodio inizia nell'anime Toriko all'episodio 99. Mr. Satan condivide con il resto del gruppo la rara carne pregiata, sottolineando che la apprezzerà di più se la condividerà con i suoi amici. Durante il pasto, Robin, Piccolo e Coco si insospettiscono delle motivazioni dell'IGO e interrogano Mansam. Questo rivela che il torneo era un piano per riunire i combattenti più forti del mondo e catturare la creatura Akami, un ghiottone delle profondità marine che ha la capacità di risucchiare l'energia degli esseri viventi. Akami salta fuori dal mare e ruba i poteri di Usop, Satan e Gohan, diventando più grande e più forte. Akami fugge e Setsuno informa tutti che hanno 30 minuti per catturarlo e salvare coloro che ha attaccato. Sanji, Brook, Franky, Sunny, Coco, Piccolo, Goten e Trunks tentano di attaccare Akami, ma vengono prosciugati anche loro, permettendo ad Akami di evolversi in una forma più potente. Rufy, Toriko e Goku trovano e attaccano Akami, rimanendo impressionati dalle reciproche abilità di combattimento. Il loro attacco, però, non ha successo, perché Akami è ora in grado di assorbire anche la potenza degli attacchi che gli vengono sferrati. Pertanto, Toriko si rende conto che devono usare un attacco abbastanza potente da sconfiggere Akami in un solo colpo. Goku chiede a Rufy e Toriko di distrarre Akami mentre lui carica una Spirit Bomb, prendendo in prestito energia dagli esseri viventi che lo circondano. Mentre Akami inizia a rubare energia dalla Spirit Bomb in carica, Goku chiede che anche gli altri partecipanti al torneo prestino la loro energia all'attacco. Rufy, Toriko e Goku colpiscono Akami rispettivamente con un Elephant Gatling, un Twin Kugi Punch e una Kamehameha insieme alla Genki Dama, finendo Akami. Il gruppo festeggia con un banchetto, mangiando Akami, mentre Zoro, Zebra e Vegeta stanno ancora combattendo altrove sull'isola. |                   |                  |
| 591 | La furia di Chopper: i terribili esperimenti del Master 「チョッパー激怒 M非道なる実験」 - Choppā gekido - Masutā hidōnaru jikken – "Chopper furibondo - I tirannici esperimenti del Master" | 14 aprile 2013    | 10 novembre 2021 |
| 591 | Il samurai parte alla ricerca del suo busto e Sanji, sentendosi responsabile per lui, decide di mettersi sulle sue tracce assieme a Brook e Zoro. Chopper, analizzando il sudore dei bambini e ascoltando la loro routine all'interno del laboratorio, capisce che il misterioso collasso che comincia a colpirli è in realtà una crisi d'astinenza, causata dalla pericolosissima droga NHC10 che Caesar propina loro camuffandola all'interno di alcune caramelle. Rufy, spinto dalle richieste dei suoi compagni, decide di andare a combattere con Caesar, dopo che Usop ha addormentato i bambini. Intanto, nella loro ricerca del samurai, Sanji, Zoro e Brook trovano un'enorme impronta: Caesar, dialogando con Law mentre giocherella col cuore di Smoker, afferma di aver inviato contro la ciurma due temibili assassini, chiamati Yeti Cool Brothers, che hanno già messo fuori causa i tre. |                   |                  |
| 592 | Attacco alla ciurma! Gli Yeti Cool Brothers! 「一味抹殺! 伝説の殺し屋来襲!」 - Ichimi massatsu! Densetsu no koroshiya raishū! – "La ciurma annientata! L'attacco dei sicari leggendari!" | 21 aprile 2013    | 17 novembre 2021 |
| 592 | Rufy, Franky, Usop e Robin, dopo aver lasciato i bambini in custodia a Nami e Chopper, partono per andare da Caesar. Dopo un diverbio con Caesar, Law apprende degli esperimenti sui bambini dello scienziato, e lascia la stanza. Nel frattempo, gli Yeti Cool Brothers cominciano a fare fuoco sul nascondiglio con i bambini, Nami e Chopper: Rufy e gli altri se ne accorgono e ritornano immediatamente sul posto. Barbabruna comincia a parlare dei due fratelli assassini a Nami e Chopper: nel mezzo del racconto, uno dei due, Scotch, riesce a intrufolarsi nella grotta, dicendo che Caesar li ha mandati anche per uccidere l'ex pirata il quale, come lo stesso scienziato afferma in una registrazione, non è più di alcuna utilità, gettando nello sconforto il centauro per poi sparargli più volte. All'arrivo di Rufy e gli altri, i due rapiscono Nami e si allontanano poiché Caesar ha ordinato loro di portargli Franky, essendo interessato al laser di Vegapunk installato nel corpo del cyborg. Mentre i marine del G-5 cominciano la lotta per impadronirsi di una nave, Law esce dal laboratorio sbarazzandosi delle due guardie testimoni. |                   |                  |
| 593 | Salvare Nami! Luffy contro i sicari delle montagne innevate 「ナミを救え! ルフィ雪山の戦い」 - Nami o sukue! Rufi yukiyama no tatakai – "Salvare Nami! Lo scontro di Rufy sulle montagne innevate" | 28 aprile 2013    | 17 novembre 2021 |
| 593 | Rufy e Franky si dirigono a recuperare Nami, ma il cyborg, dopo essersi trasformato nel Monster Point, perde il controllo e si lancia all'inseguimento del capitano. Caesar, nel frattempo, decide di testare contro i marine del G-5 che stanno combattendo contro un gruppo di centauri la sua arma segreta. Rufy, ancora inseguito da Franky, riesce a raggiungere Nami, ma cade nell'imboscata tesagli dagli Yeti Cool Brothers. Tuttavia, anche grazie all'aiuto di Franky, riesce a mettere al tappeto Rock. Scotch tenta di scappare con Nami, ma giunto in cima ad una montagna viene attaccato a tradimento da Law, che lo sconfigge. Una volta giunto anche Rufy, Law, dopo avergli detto che per sopravvivere nel Nuovo Mondo o ci si sottomette ad uno dei 4 imperatori o li si sfida continuamente, gli propone un'alleanza, sostenendo di avere un piano per abbatterne uno. |                   |                  |
| 594 | Luffy e Law! Alleanza fra pirati! 「結成! ルフィ・ロー海賊同盟!」 - Kessei! Rufi Rō kaizoku dōmei! – "Unione! L'alleanza tra i pirati di Rufy e Law" | 5 maggio 2013     | 17 novembre 2021 |
| 594 | Rufy accetta, nonostante i timori della ciurma, di allearsi con Law, chiedendogli però di salvare anche i bambini. Law riporta quindi le personalità di Chopper e Franky nei rispettivi corpi, mettendo Nami in quello di Sanji. Prende poi con sé Chopper, incapace di muoversi dopo la trasformazione nel Monster Point, per dirigersi al laboratorio e indagare sulla droga assunta dai bambini. Prima di andare, istruisce Rufy e gli altri sulla prima parte del piano, che consiste nel rapire Caesar Clown. Intanto, mentre Smoker e i marine del G-5 continuano a combattere per prendere possesso di una nave, alcuni centauri, su ordine di Caesar, liberano un gigantesco mostro rinchiuso nella metà infuocata dell'isola, una creatura fatta di melma chiamata Smiley. |                   |                  |
| 595 | Catturare il master - Il primo obiettivo dell'alleanza pirata! 「Mを捉えろ 海賊同盟作戦開始!」 - Masutā o toraero - Kaizoku dōmei sakusen kaishi! – "Rapire il master - La decisione dei pirati alleati!" | 12 maggio 2013    | 24 novembre 2021 |
| 595 | Zoro, Sanji e Brook si riprendono dall'attacco degli Yeti Cool Brothers e si rimettono alla ricerca del samurai. Una volta giunti in prossimità del lago dell'isola, i tre pirati lo trovano congelato lì vicino: dopo averlo svegliato dal torpore, questi riferisce che probabilmente il suo torso è caduto nel lago poiché, avendo mangiato un frutto del diavolo, è debole e inerme. Il samurai accetta l'aiuto dei pirati con gratitudine, ma mentre i quattro si dirigono al lago, s'imbattono nei centauri cui Rufy e gli altri avevano precedentemente rubato i cappotti, che consigliano loro di fuggire poiché una mostruosa creatura li sta inseguendo. Caesar Clown afferma che Smiley è il risultato del fallito esperimento sulle armi chimiche compiuto dallo stesso scienziato quattro anni prima, in particolare comprimendo, grazie ai suoi poteri, tutto il gas H2S in un unico corpo. Intanto, Rufy, Franky e Robin giungono sul luogo dello scontro tra i marine del G-5 e i centauri mentre Law e Chopper raggiungono l'entrata posteriore del laboratorio. |                   |                  |
| 596 | Pericolo in arrivo - Il mostro di Caesar Clown 「全滅の危機 死のモンスター飛来」 - Zenmetsu no kiki - Shi no monsutā hirai – "Situazione disperata - Il mostro della morte si avvicina" | 19 maggio 2013    | 24 novembre 2021 |
| 596 | Rufy, Franky e Robin cominciano a combattere con i centauri e i marine mentre Law e Chopper entrano nel laboratorio. I bambini sorvegliati da Usop e Nami si svegliano e vengono colti da un'altra crisi: il cecchino utilizza un'altra Stella Soporifera, ma il suo effetto è molto più debole della precedente. Rufy viene attaccato da Smoker e Tashigi, ma si rifiuta di combattere contro nemici non al pieno delle proprie capacità; allo stesso tempo Franky, con il suo laser, sfonda l'entrata del laboratorio. Sul campo di battaglia cominciano a piovere pezzi di Smiley: i marine che si stanno allontanando con una nave, nel tentativo di distruggerlo gli danno fuoco, ma il mostro esplode annientandoli. La maggior parte dello strano essere, che si trova davanti a Zoro, Sanji, Brook e il samurai, spara letteralmente alcune sue parti verso il terreno dello scontro: Caesar, giunto anch'esso sul campo di battaglia, afferma che questo è l'unico modo con cui Smiley possa passare dalle terre infuocate a quelle ghiacciate poiché l'acqua è la sua debolezza. Lo scienziato, inoltre, afferma che quando tutte le parti di Smiley saranno raccolte sia i marine che i pirati sperimenteranno "un mondo di morte". Rufy, interrompendo lo scienziato, grazie all'Ambizione riesce ad afferrarlo. |                   |                  |
| 597 | Sfida pericolosa - Il vero potere di Caesar Clown! 「大激戦 シーザー真の能力発動!」 - Dai-gekisen - Shīzā shin no nōryoku hatsudō! – "Feroce battaglia - Caesar ricorre al suo vero potere!" | 26 maggio 2013    | 24 novembre 2021 |
| 597 | Zoro si accorge che i frammenti di Smiley stanno intossicando il lago: Sanji, deciso ad evitare che il torso del samurai patisca questa fine, si tuffa per recuperarlo; nel frattempo Law, come stabilito, porta Mone fuori dal laboratorio, lasciandovi Chopper nascosto in una borsa in modo che possa compiere la sua ricerca sulla droga NCH 10. Rufy e Caesar cominciano a combattere, e quando il ragazzo sembra avere la meglio, improvvisamente lo scienziato si rialza e il pirata crolla a terra, così come Robin, Tashigi, Franky e Smoker. Law intanto, avverte all'improvviso un forte dolore al cuore: la persona che sembra provocarlo si fa avanti salutandolo e dicendo di trovarlo cresciuto. |                   |                  |
| 598 | Kin'emon! Il samurai che taglia il fuoco 「炎切り裂く侍! 狐火の錦えもん!」 - Honoo kirisaku samurai! Kitsunebi no Kin'emon! – "Il samurai che taglia le fiamme! Kin'emon, la volpe di fuoco!" | 2 giugno 2013     | 1º dicembre 2021 |
| 598 | Il misterioso uomo che causa il dolore di Law, chiamato Vergo, afferma che lui e un altro soggetto conoscono i suoi piani e che, non fidandosi di Caesar, hanno infiltrato nella sua organizzazione Mone; quando il membro della flotta dei sette, stanco delle minacce dell'uomo, tenta di attaccarlo, questi lo colpisce brutalmente. Sanji riesce a recuperare il torso del samurai nel lago e l'uomo, grato per essere tornato alla normalità, si presenta come Kin'emon, del paese di Wa. Chopper, intanto, riesce a trovare un libro sulla droga somministrata ai bambini da Caesar. Lo scienziato, dopo avere ordinato ai suoi uomini di legare i cinque avversari da lui sconfitti e di rientrare nel laboratorio, parte alla ricerca dei bambini. Kin'emon, dopo avere chiesto umilmente scusa per i dubbi avuti su di loro, grazie alla sua tecnica di spada riesce a dar fuoco ai frammenti di Smiley e a tagliare anche l'esplosione conseguente. Liberata la strada, il samurai afferma di volersi recare al laboratorio per salvare il figlio Momonosuke; Zoro, affascinato dalla tecnica usata da quest'ultimo, decide di accompagnarlo. |                   |                  |
| 599 | Incredibile! Il segreto di Vergo! 「衝撃! 謎の男ヴェルゴの正体!」 - Shōgeki! Nazo no otoko Verugo no shōtai! – "Shock! L'apparizione di Vergo, l'uomo misterioso" | 9 giugno 2013     | 1º dicembre 2021 |
| 599 | Vergo, definito da Law come il capo della base G-5, continua ad infierire sul membro della Flotta dei Sette. Nel frattempo, su un'isola del Nuovo Mondo, il commodoro Yarisugi del G-5 si rifiuta di continuare le ricerche dei bambini scomparsi nonostante le richieste dei genitori sostenendo che Vergo ha già condotto le ricerche e che, non avendo esse avuto esito, i bambini devono essere sicuramente morti. Intanto, i bambini accuditi da Usop e Nami vengono colti da un'altra violenta crisi, proprio quando Caesar giunge sul posto. Smiley, dopo avere assunto una forma vagamente simile ad una lucertola, continua a lanciare frammenti sempre più grandi di sé stesso al di là del lago: dopo avere capito che questo è il suo modo di attraversarlo, Zoro, Sanji, Brook e Kin'emon decidono di ritornare al laboratorio. Rufy, Law, Franky, Robin, Smoker e Tashigi si risvegliano legati nella stessa cella e vengono accolti da Vergo e Mone mentre gli uomini di Caesar chiudono fuori dal laboratorio i marine del G-5, lasciandoli in balia dei frammenti di Smiley. Smoker capisce che Vergo è il traditore responsabile della copertura dei rapimenti dei bambini sospettato da Tashigi. Law, però, lo corregge affermando che Vergo è sempre stato un pirata della ciurma di Joker, infiltrato da quest'ultimo nella Marina; spiega poi di sapere questo perché un tempo anche lui ne faceva parte, e che Joker è un alias dietro il quale si nasconde, nelle attività illecite del Nuovo Mondo, Donquijote Do Flamingo. |                   |                  |
| 600 | Bambini in pericolo! Il malefico piano del Master 「子供達を守れ! 迫るMの魔の手」 - Kodomo-tachi o mamore! Semaru Masutā no ma no te – "Proteggere i bambini! Giunge l'aiuto malefico del master!" | 16 giugno 2013    | 1º dicembre 2021 |
| 600 | Caesar attira a sé i bambini promettendogli delle caramelle e quando Nami e Usop lo attaccano, lo scienziato spiega di poter manipolare tutti i gas, aria compresa, e di avere sconfitto Rufy e gli altri rimuovendo l'ossigeno, impedendogli di respirare. Dopo avere messo al tappeto anche loro due con lo stesso metodo, spinge i bambini a ucciderli per ottenere le caramelle, ma Barbabruna, appena ripresosi, li ferma e sfoga la sua ira su Caesar. Lo scienziato, dopo avere fatto ritirare i bambini verso la nave pallone con cui è giunto, con i suoi poteri sconfigge facilmente sia Barbabruna che gli altri due. Intanto, vicino al lago centrale, Smiley finisce di attraversare il lago e comincia a fondersi con gli altri pezzi lanciati. Mentre torna al laboratorio, Caesar, dopo avere ricevuto da Mone la conferma che tutti i preparativi sono finiti, inizia a presentare il suo esperimento ai molti interessati che assistono da parti diverse del Nuovo Mondo, tra cui le supernove Kidd e Killer. |                   |                  |
| 601 | Il Nuovo Mondo trema - Il malefico esperimento di Caesar Clown 「新世界激震 シーザー悪夢の実験」 - Shin Sekai gekishin - Shīzā akumu no jikken – "Scossone nel nuovo mondo - Il malefico esperimento di Caesar" | 23 giugno 2013    | 8 dicembre 2021  |
| 601 | Caesar riporta i bambini al laboratorio e, promettendo loro le caramelle, ordina loro di ritornare subito alla stanza dei biscotti; Mocia, tuttavia, rinsavisce dalla sua crisi e, ricordandosi della gentilezza di Nami e gli altri, si rifiuta di obbedire. Nel frattempo, Usop e Nami si riprendono dall'attacco di Caesar proprio mentre quest'ultimo raggiunge Mone e Vergo. Caesar inizia quindi l'esperimento in collegamento con varie parti del Nuovo Mondo, descrivendo Smiley come una bomba composta dal gas H2S, lo stesso che quattro anni prima provocò l'estinzione di tutte le specie presenti su Punk Hazard, che verrà ulteriormente potenziata rendendola infine l'arma di distruzione di massa denominata "Regno della morte". Intanto, il gruppo di Zoro, inseguito da Smiley, raggiunge una gigantesca caramella fatta posizionare da Caesar per l'esperimento, e assiste al divoramento della stessa da parte del mostro. |                   |                  |
| 602 | La perfetta arma di distruzione di massa! Regno di morte 「史上最悪の殺戮兵器! シノクニ」 - Shijō saiaku no satsuriku heiki! Shinokuni – "La più tremenda arma di distruzione di massa della storia! Shinokuni" | 30 giugno 2013    | 8 dicembre 2021  |
| 602 | Smiley finisce di consumare la caramella gigante lasciatagli da Caesar e si trasforma in Regno della morte: l'essere diventa così un gas violaceo che pietrifica chi ne viene a contatto. Nel frattempo, Barbabruna si riprende e insieme a Usop e Nami si dirige al laboratorio; Zoro e gli altri, ancora in fuga, scorgendo il drago liberatosi dagli uomini di Caesar, decidono di catturarlo per sfuggire al gas volando. Caesar, intanto, espone la gabbia con Rufy e gli altri all'esterno del laboratorio per farli colpire da Regno della morte, ma Law, per niente agitato, dice a Rufy di prepararsi al contrattacco. |                   |                  |
| 603 | Pirati alla riscossa! Luffy e Law passano al contrattacco 「反撃開始! ルフィ·ロー大脱出」 - Hangeki kaishi! Rufi Rō dai-dasshutsu – "Comincia il contrattacco! La grande fuga di Rufy e Law" | 7 luglio 2013     | 8 dicembre 2021  |
| 603 | I vari acquirenti del Nuovo Mondo, tra cui Pekoms e Tamago, osservano le vicende di Punk Hazard sorpresi che Law, Rufy e Smoker siano stati catturati da Caesar. Kidd e Killer, abbandonata la visione della trasmissione, iniziano a negoziare con le supernove Hawkins e Apoo per formare anche loro un'alleanza. Law ordina a Franky di bruciare i resti della nave di Smoker, quindi, approfittando della copertura offerta dal fumo, con i suoi poteri libera sé stesso (nei mesi precedenti aveva sostituito alcune catene di agalmatolite con catene normali) e gli altri pirati, quindi offre a Smoker la salvezza in cambio del silenzio sui suoi trascorsi con Joker. Sebbene riluttante, Smoker accetta le condizioni di Law, che riporta alla normalità le personalità dei due marine. Sanji e gli altri, nel frattempo, riescono a raggiungere il drago e si riuniscono a Barbabruna, Usop e Nami: tutti assieme si dirigono dunque al laboratorio. Law e gli altri riescono ad aprirne l'entrata, facendo entrare i marine del G-5; Zoro e Kin'emon, giunti con gli altri, tagliano una parte del cancello ed entrano anche loro, riunendosi ai compagni. |                   |                  |
| 604 | Tutti al settore R! Il grande assalto dell'alleanza pirata! 「めざせR棟! 海賊同盟快進撃!」 - Mezase Āru-tō! Kaizoku dōmei kai-shingeki! – "Dirigersi al settore R! Ricostruita l'alleanza pirata!" | 14 luglio 2013    | 15 dicembre 2021 |
| 604 | I marine del G-5 riescono a richiudere l'entrata creata da Zoro e Kin'emon appena prima che Regno della morte entri nel laboratorio. Law, dopo aver riportato alla normalità Nami e Sanji, espone ai presenti la struttura del laboratorio, e dice ai marine di cercare l'uscita R-66 se vogliono prendere il mare senza incorrere in Regno della morte; Smoker ordina di recuperare i bambini rapiti e di scappare dall'isola rubando una nave; la piratessa e gli altri partono anche loro alla ricerca dei bambini, Kin'emon inizia a cercare il figlio, Rufy invece si dirige da Caesar per rapirlo. Smoker ordina inoltre a Tashigi di condurre gli uomini del G-5 mentre lui si recherà da Vergo per vendicarsi del suo tradimento. Una volta cominciato l'attacco, Caesar viene informato che Law, la ciurma di Cappello di Paglia e i marine sono entrati nel laboratorio e si stanno dirigendo da lui, come precedentemente intuito da Vergo; quest'ultimo decide infine di uccidere Law, data la sua pericolosità. |                   |                  |
| 605 | Le lacrime di Tashigi! Il sacrificio degli uomini del G-5 「たしぎの涙 G5決死の突破作戦」 - Tashigi no namida - Jī-faibu kesshi no toppa sakusen – "Le lacrime di Tashigi - Il piano di irruzione disperato del G-5" | 21 luglio 2013    | 15 dicembre 2021 |
| 605 | Chopper riesce a scappare dalla stanza dove si trovano Caesar e i suoi alleati con la cura per la droga dei bambini, ma finisce in un labirinto di corridoi dal quale non riesce ad uscire. Caesar intuisce che i marine si vogliono dirigere all'uscita R-66, e così ordina di bloccare tutti gli intrusi nell'edificio A e di colpirlo facendo entrare Regno della morte. Tashigi, capendo dalla sirena del cancello il piano di Caesar, ordina ai suoi uomini di interrompere lo scontro con i pirati e di dirigersi immediatamente verso il corridoio di collegamento degli edifici A e B; tuttavia, quando i pirati e i marine sono vicini all'uscita, Caesar ordina che l'edificio venga colpito, e così il gas velenoso penetra nella struttura. Nonostante il tentativo dello scienziato, sia i pirati (cui si è ricongiunta Robin dopo aver eseguito un ordine di Rufy) che i marine riescono a passare nel secondo edificio prima che il cancello si chiuda e il gas li colpisca; Tashigi, rimasta indietro per coordinare gli uomini del G-5, viene spedita in volo dall'altra parte del cancello solo grazie al sacrificio di alcuni suoi sottoposti. |                   |                  |
| 606 | Il tradimento di Vergo, il mostro del bambù 「裏切りの中将! 鬼竹のヴェルゴ」 - Uragiri no chūjō! Kichiku no Verugo – "Il vice ammiraglio traditore! Vergo, il demone col bambù" | 28 luglio 2013    | 15 dicembre 2021 |
| 606 | Vergo raggiunge Tashigi e i marine e comincia a mietere vittime. Tashigi, dopo aver ricordato i primi tempi come sua sottoposta al G-5, lo attacca, ma viene sconfitta con pochi colpi. Prima del colpo di grazia, tuttavia, sopraggiunge Sanji, il quale comincia a combattere con il vice ammiraglio. Chopper raggiunge Mocia e, dopo averle dato un sedativo per placare la crisi, si fa condurre alla Stanza dei Biscotti per impedire agli altri bambini di prendere altre caramelle drogate. Rufy e Smoker, intanto, raggiungono il laboratorio di Caesar, il quale ha deciso di far penetrare Regno della morte nel passaggio di collegamento per colpire i marine del G-5, e il capitano lo colpisce subito. |                   |                  |
| 607 | Si accende lo scontro! Luffy vs Caesar 「白熱の激戦 ルフィVSシーザー」 - Hakunetsu no gekisen - Rufi VS Shīzā – "Lo scontro si fa incandescente! Rufy vs Caesar" | 11 agosto 2013    | 22 dicembre 2021 |
| 607 | Rufy e Caesar cominciano a combattere ferocemente, così come Sanji e Vergo. Mentre Smoker parte alla ricerca di Vergo, i marine e la ciurma proseguono verso l'uscita. Quando Rufy sta per avere la meglio sullo scienziato, Mone interviene facendogli scudo coi suoi poteri e permettendogli di ritirarsi poiché se capitasse qualcosa a Caesar Do Flamingo la ucciderebbe. Law, intanto, arriva alla stanza di produzione del S.A.D. nell'edificio D: questo evento allarma l'intera struttura e fa abbandonare a Vergo il proprio combattimento per precipitarsi dal membro della Flotta dei Sette, del quale sembra avere capito, come Mone e Caesar, le reali intenzioni. |                   |                  |
| 608 | Do Flamingo! L'uomo che trama nell'ombra! 「闇の黒幕! ドフラミンゴ動く!」 - Yami no kuromaku! Dofuramingo ugoku! – "L'artefice che si nasconde nell'ombra! Doflamingo si muove!" | 18 agosto 2013    | 22 dicembre 2021 |
| 608 | Sanji raggiunge il settore B e si unisce ai Marine nella fuga. Do Flamingo, dall'isola del Nuovo Mondo chiamata Dressrosa, ordina a Vergo di uccidere Law per il suo tradimento, dato che Caesar è l'unico a poter produrre il S.A.D., e mette in guardia Mone e lo scienziato dalle abilità di Rufy, dicendo che invierà a Punk Hazard due suoi sottoposti per farli poi tornare tutti a Dressrosa. Mentre Rufy e Mone cominciano a combattere, Mocia e Chopper non riescono più a placare i bambini, di nuovo in crisi di astinenza, e il resto della ciurma abbatte il drago che li inseguiva. Intanto, una bambina rivela che il figlio di Kin'emon, Momonosuke, si è trasformato in un piccolo drago dopo essere entrato nella "stanza segreta". |                   |                  |
| 609 | Luffy in difficoltà!? La gelida morsa di Mone! 「ルフィ凍死!? 恐怖の雪女モネ!」 - Rufi tōshi!? Kyōfu no yuki-on'na Mone! – "Rufy assiderato!? La terribile donna di neve, Mone!" | 25 agosto 2013    | 22 dicembre 2021 |
| 609 | Vergo raggiunge Law alla stanza del S.A.D. e i due cominciano a combattere. Rufy, durante il suo scontro con Mone, sfonda il pavimento e finisce nel sito di stoccaggio dei rifiuti. Chopper non riesce più a trattenere i bambini, che tornano alla Stanza dei Biscotti per cibarsi delle caramelle drogate; il resto della ciurma accorre ma, sebbene Mocia dia loro una mano scappando con tutte le caramelle, Mone, appena arrivata, blocca l'uscita della stanza. Caesar, intanto, giunge alla "stanza segreta" mentre Smoker raggiunge Vergo e Law. |                   |                  |
| 610 | Scontro nel G-5! Smoker contro Vergo 「ぶつかる拳! 二人の中将の戦い」 - Butsukaru kobushi! Futari no chūjō no tatakai – "Lotta di pugni! Una battaglia tra i due vice ammiragli" | 1º settembre 2013 | 29 dicembre 2021 |
| 610 | Robin chiede ad Usop e Brook di andare a cercare delle manette di agalmatolite, come chiestole da Rufy, e Kin'emon si unisce a loro. Mentre Smoker e Vergo cominciano a combattere, l'esplosione di alcune cisterne fa entrare Regno della morte nel settore B costringendo Sanji e il G-5 ad una precipitosa fuga. Caesar, dalla stanza segreta, ordina di chiudere gli accessi ai settori C e D per far convergere tutti nel settore R e poi far entrare Regno della morte per sbarazzarsi di loro. Messo in discussione dai suoi uomini sul perché abbia creato tale arma, Caesar si giustifica dicendo di volere dimostrare al mondo di essere migliore di Vegapunk, accusandolo di essere il responsabile dell'incidente di quattro anni prima quando, in realtà, fu lui a causarlo. Nel frattempo, Rufy, nel sito di stoccaggio dei rifiuti, incontra un piccolo drago cinese parlante. |                   |                  |
| 611 | Entra in scena Momonosuke! Il piccolo drago 「小さなドラゴン! モモの助現る」 - Chiisana doragon! Momonosuke arawaru – "Il piccolo drago! Entra in scena Momonosuke" | 8 settembre 2013  | 29 dicembre 2021 |
| 611 | Il drago trovato da Rufy dice di chiamarsi Momonosuke e racconta al pirata la sua storia: è un samurai sbarcato sull'isola assieme agli altri bambini ma rifiutandosi di mangiare non ha mai assunto la droga di Caesar. Un giorno, dopo essere fuggito dalla Stanza dei Biscotti, trovò e mangiò un frutto del diavolo artificiale creato da Vegapunk che lo rese un drago. Successivamente, riuscì a scoprire le intenzioni di Caesar origliando una conversazione. Rufy si convince ad aiutarlo e, involontariamente, Momonosuke crea una via di fuga grazie a delle nuvolette. Nel frattempo, Brook, Usop e Kin'emon continuano la loro ricerca, Smoker e Vergo continuano a combattere, Sanji e il G-5 sono ancora in fuga da Regno della morte e, nella stanza dei biscotti, Zoro comincia a combattere con Mone per permettere a Chopper, Robin e Nami di aiutare i bambini. |                   |                  |
| 612 | Bufera di neve! La ciurma di cappello di paglia contro Mone 「吹雪の死闘 麦わらの一味VS雪女」 - Fubuki no shitō - Mugiwara no ichimi VS yuki-on'na – "Scontro mortale - La ciurma di Cappello di Paglia vs la donna di neve" | 15 settembre 2013 | 29 dicembre 2021 |
| 612 | Mocia scappa dagli altri bambini e riesce ad allontanarli dalla Stanza dei Biscotti mentre Zoro combatte con Mone riuscendo a far fuggire Nami, Chopper e Robin, che inseguono i bambini. Momonosuke sviene per la fame e lui e Rufy precipitano di nuovo. Usop, Brook e Kin'emon si dividono per cercare le manette di agalmatolite. Sanji e il G-5 arrivano nella Stanza dei Biscotti e Tashigi, dopo avere ordinato ai suoi uomini di salvare i bambini, si unisce a Zoro nel combattimento contro l'arpia. |                   |                  |
| 613 | Colpo inaspettato! Zoro - La tecnica a una spada! 「奥義炸裂! ゾロ最強の一刀流!」 - Ōgi sakuretsu! Zoro saikyō no ittō-ryū! – "Una misteriosa esplosione! La tecnica ad una spada più potente di Zoro!" | 22 settembre 2013 | 5 gennaio 2022   |
| 613 | Sanji conduce i marine del G-5 alla ricerca dei bambini mentre Zoro e Tashigi cominciano a combattere con Mone; la giovane marine, ricordandosi del suo scontro a Rogue Town, chiede al pirata di combattere da sola contro l'arpia dato il suo modo di vedere le donne e lui acconsente. Brook e Kin'emon trovano un altro gruppo di bambini e una di loro dice di sapere dov'è Momonosuke; Rufy, intanto, riesce a fermare la caduta sua e del piccolo drago e comincia a scalare la discarica. Zoro, vedendo Tashigi in grave difficoltà, mostra a Mone la sua superiorità senza, tuttavia, ucciderla; quando l'arpia tenta di vendicarsi, Tashigi la sconfigge. |                   |                  |
| 614 | Proteggere gli amici! Il sacrificio di Mocia 「友達を守る! モチャ命がけの逃走」 - Tomodachi o mamoru! Mocha inochi-gake no tōsō – "Proteggere i miei amici! La fuga disperata di Mocha" | 29 settembre 2013 | 5 gennaio 2022   |
| 614 | Nonostante gli sforzi di Nami, Robin e Chopper, Mocia viene raggiunta da alcuni bambini; per evitare che questi si cibino di nuovo della droga di Caesar, la bambina mangia tutte le caramelle, crollando a terra per l'overdose. Sanji e i marine del G-5 li raggiungono, aiutando Chopper a sedare i bambini, per poi portarlo con Mocia verso la sala medica. Rufy, intanto, riesce a risalire la discarica con Momonosuke e estorce a uno dei sottoposti di Caesar la posizione dello scienziato. |                   |                  |
| 615 | Il dramma di Barbabruna! Furioso attacco di Luffy 「茶ひげ悲痛! ルフィ怒りの一撃」 - Chahige hitsū! Rufi ikari no ichigeki – "Il rancore di Barabruna! L'attacco furioso di Rufy" | 6 ottobre 2013    | 5 gennaio 2022   |
| 615 | Barbabruna raggiunge l'edificio R e tenta di rivelare la verità su Caesar ai sottoposti di quest'ultimo; lo scienziato interviene e, dopo averlo indebolito con un rilassante muscolare, gli rivela che gli uomini della sua ciurma sono morti a causa di Regno della morte e che fu lui a causare l'incidente di quattro anni prima. Barbabruna tenta di attaccarlo furibondo, ma Caesar ordina ai suoi uomini di sparargli e questi, seppur esitando, eseguono; Rufy interviene salvandolo dal colpo di grazia dello scienziato, e lo scienziato tenta di intimidirlo spiegandogli di avere le spalle coperte da Do Flamingo e un imperatore con cui il membro della Flotta dei Sette è in affari. Rufy, per nulla intimorito, lo colpisce violentemente. |                   |                  |
| 616 | Imprevedibile finale! Smoker contro Vergo 「衝撃の決着! 白猟VSヴェルゴ!」 - Shōgeki no ketchaku! Sumōkā VS Verugo! – "Colpi decisivi! Smoker vs Vergo!" | 13 ottobre 2013   | 12 gennaio 2022  |
| 616 | Mentre Rufy affronta Caesar, Usop arriva nella "stanza segreta" dove trova gli uomini dello scienziato. Chopper continua a curare Mocia mentre Sanji, Nami, Robin, i marine del G-5 e i bambini continuano a scappare; Zoro e Tashigi tentano di raggiungerli mentre Kin'emon e Brook sono ancora alla ricerca di Momonosuke. Nella stanza del S.A.D. Vergo riesce a sconfiggere Smoker ma questi, nella lotta, riesce a recuperare il cuore di Law e glielo consegna. Quest'ultimo, attaccato da Vergo, taglia in due l'avversario, il macchinario per la produzione del S.A.D. e l'intera montagna, dicendo a Do Flamingo, tramite il lumacofono di Vergo, di volere distruggere lo status quo da lui mantenuto per prendere possesso della nuova era. |                   |                  |
| 617 | Grizzly Magnum! La fine di Caesar 「シーザー撃破! 最強の灰熊銃」 - Shīzā gekiha! Saikyō no Gurizurī Magunamu – "Caesar sconfitto! Il potentissimo Grizzly Magnum!" | 20 ottobre 2013   | 12 gennaio 2022  |
| 617 | Zoro e Tashigi raggiungono il resto del gruppo proprio quando Regno della morte penetra nella struttura mentre Law e Smoker escono dalla stanza del S.A.D. lasciando Vergo diviso in più parti e attaccato ad una ringhiera. L'intero edificio, a causa del colpo di Law, comincia a cadere a pezzi e Caesar, dando ordine ai suoi sottoposti di far penetrare il gas all'interno, rivela la sua vera natura; lo scienziato, assorbendo il gas mortale, si trasforma in un enorme mostro e attacca i suoi stessi uomini, ma Rufy, ricorrendo ad una nuova tecnica, il Grizzly Magnum, lo sconfigge mentre Usop convince i sottoposti di Caesar a fidarsi del suo capitano. |                   |                  |
| 618 | Buffalo e Baby Five! I combattenti venuti da Dressrosa 「襲来! ドレスローザからの刺客」 - Shūrai! Doresurōza kara no shikaku – "Invasione! Gli assassini mandati da Doflamingo" | 27 ottobre 2013   | 12 gennaio 2022  |
| 618 | Brook raggiunge Chopper e il suo gruppo, portando con sé Kin'emon che è stato pietrificato dal gas. Guidati da Usop, si dirigono verso il settore R dove tutti gli altri sono giunti e li stanno aspettando, mentre Law rimprovera Rufy per non avere ancora catturato Caesar. Nel frattempo, giungono da Dressrosa due sottoposti di Do Flamingo, Baby 5 e Buffalo: appena arrivati in prossimità dell'isola, trovano lo scienziato privo di sensi e, informato Joker, questi ordina loro di riportarlo a Dressrosa; i due vengono, però, avvistati da Franky a bordo del Generale Franky. |                   |                  |
| 619 | Grande scontro! General Franky - Il robot invincibile 「大暴れ! 無敵のフランキー将軍」 - Ō-abare! Muteki no Furankī Shōgun – "Grande caos! L'invincibile General Franky!" | 3 novembre 2013   | 19 gennaio 2022  |
| 619 | Franky comincia a combattere contro Baby 5 e Buffalo mentre Law, il G-5 e la ciurma di Cappello di Paglia, con l'arrivo degli ultimi rimasti, fuggono a bordo di un vagone dal laboratorio di Caesar. Questi si risveglia e si ricorda di avere ancora con sé il cuore di Smoker, datogli da Law, e si prepara a trafiggerlo per vendetta. Mone, intanto, si mette in contatto con Do Flamingo che le ordina di azionare l'autodistruzione del laboratorio dopo essersi scusato con lei e Vergo; l'arpia, sicura che il suo padrone diventerà il Re dei pirati, si prepara ad azionare il dispositivo. |                   |                  |
| 620 | Situazione disperata! Fuga da Punk Hazard 「絶体絶命! パンクハザード大爆発」 - Zettai zetsumei! Panku Hazādo dai-bakuhatsu – "Distruzione totale! Grande esplosione a Punk Hazard" | 10 novembre 2013  | 19 gennaio 2022  |
| 620 | Caesar trafigge il cuore in suo possesso, che si rivela essere però di Mone, impedendole di azionare l'autodistruzione. Law spiega a Smoker che, quando era entrato in possesso del cuore del viceammiraglio, aveva consegnato a Caesar quello di Mone. Mentre Baby 5 e Buffalo continuano lo scontro con Franky, i fuggitivi giungono in vista dell'uscita. Nel frattempo, Do Flamingo, compreso che Mone non ha ultimato il suo compito, parte da Dressrosa per raggiungere Punk Hazard. |                   |                  |
| 621 | Buffalo e Baby Five in azione! Recuperare Caesar 「シーザーを捕獲せよ 将軍砲（ジェネラルキャノン）炸裂」 - Shīzā o hokaku-seyo - Jeneraru kyanon sakuretsu – "Recuperare Caesar - Il colpo del General Franky" | 17 novembre 2013  | 19 gennaio 2022  |
| 621 | Il resto della ciurma raggiunge l'uscita dove Franky sta ampiamente tenendo testa a Baby 5 e Buffalo. Feriti e in netta inferiorità numerica, i due tentano la fuga con Caesar venendo, tuttavia, fermati da Usop e Nami. Mentre Do Flamingo continua a dirigersi verso Punk Hazard, altrove, una misteriosa figura sembra avere la stessa destinazione. |                   |                  |
| 622 | Momonosuke e Kin'emon! Di nuovo insieme 「感動の再会! モモの助と錦えもん」 - Kandō no saikai! Momonosuke to Kin'emon – "Una commovente ricongiunzione! Momonosuke e Kin'emon" | 24 novembre 2013  | 26 gennaio 2022  |
| 622 | Dopo la fine degli scontri, Barbabruna confessa a Rufy di avere intenzione di consegnarsi alla Marina per farsi curare, mentre Nami, su richiesta di Tashigi, le affida la riconsegna e la cura dei bambini. Sanji prepara una delle ricette apprese sull'isola di Momoiro per tutti. Alla vista di Kinemon, tornato normale grazie all'intervento involontario di Brook, Momonosuke torna in forma umana e i due finalmente si ritrovano. Law, grazie ai suoi poteri, cura i bambini e anche Mocia si riprende. Gli uomini del G-5 partono alla volta del laboratorio per salvare i propri colleghi mentre, grazie ad un flashback di Law, si scopre che l'imperatore nel mirino dell'alleanza pirata è Kaido. |                   |                  |
| 623 | La separazione. Addio, Punk Hazard! 「惜別の時 パンクハザード出航!」 - Sekibetsu no toki - Panku Hazādo shukkō! – "Il momento della triste separazione - Via da Punk Hazard!" | 1º dicembre 2013  | 26 gennaio 2022  |
| 623 | I bambini, finiti i festeggiamenti, salpano con la nave cisterna di cui i marine si sono impadroniti insieme a Tashigi. Anche Rufy e la sua ciurma, assieme a Momonosuke, Kin'emon, Law e Caesar salpano dall'isola. Do Flamingo, sulla via per Punk Hazard, trova le teste di Baby 5 e Buffalo (ridotti così da Law) su una piccola imbarcazione: tramite un lumacofono, il pirata ricatta Do Flamingo dicendogli che, se rivuole indietro Caesar in modo da continuare a fornire a Kaido gli Smiles, dovrà abbandonare la Flotta dei Sette. |                   |                  |
| 624 | La sconfitta del G-5! L'assalto di Do Flamingo! 「G5壊滅! ドフラミンゴ急襲!」 - Jī-faibu kaimetsu! Dofuramingo kyūshū! – "Il G-5 annientato! L'assalto di Doflamingo!" | 8 dicembre 2013   | 26 gennaio 2022  |
| 624 | La ciurma, assieme a Kin'emon, Momonosuke e Law, è in viaggio verso Dressrosa mentre il membro della Flotta dei Sette inizia a spiegare loro il suo piano. A Punk Hazard, mentre Barbabruna e alcuni marine sono alla ricerca di tutti coloro che sono stati pietrificati per salvarli, Do Flamingo arriva e, dopo avere rimesso in sesto Baby 5 e Buffalo, sconfigge facilmente i marine del G-5, ferendo gravemente anche Smoker grazie ai suoi poteri. Prima che gli dia il colpo di grazia, giunge l'ex-ammiraglio Aokiji che gli dice di fermarsi. |                   |                  |
| 625 | Scontro ad alta tensione! Aokiji vs Do Flamingo 「緊迫! 青キジVSドフラミンゴ」 - Kinpaku! Aokiji VS Dofuramingo – "Tensione! Aokiji vs Doflamingo!" | 15 dicembre 2013  | 2 febbraio 2022  |
| 625 | Do Flamingo tenta di colpire Smoker ma viene congelato da Kuzan. Liberatosi dal ghiaccio, Do Flamingo decide di ritirarsi e, non potendo uccidere i testimoni, decide di cambiare piano. Mentre si allontana, chiede all'ex-ammiraglio quali siano le sue intenzioni, commentando che il suo sguardo non è quello di un semplice girovago. I marine soccorrono Smoker, che ha una breve conversazione con Kuzan; questi gli dice di tenere d'occhio Do Flamingo e di chiedere al grandammiraglio Sakazuki di mobilitare gli ammiragli prima che sia troppo tardi. Sulla Sunny, Kin'emon afferma di essere anche lui diretto a Dressrosa per salvare un suo compagno. Dopo una giornata passata in tranquillità, durante la notte la ciurma viene avvistata da un misterioso individuo. |                   |                  |
| 626 | Il rapimento di Caesar! L'irruzione dell'alleanza pirata 「消えたシーザー! 海賊同盟出撃」 - Kieta Shīzā! Kaizoku dōmei shutsugeki – "Caesar è sparito! La missione dell'alleanza pirata!" | 22 dicembre 2013  | 2 febbraio 2022  |
| 626 | Durante la notte, la Sunny viene attaccata da un gruppo di creature che rapisce Caesar. Rufy, Chopper e Law partono con lo Shark Submerge all'inseguimento delle creature e riescono a salire a bordo della nave pirata nemica dove vengono attaccati dalle stesse creature; uno di questi si rivela essere uno dei Dugonghi Kung-Fu incontrati ad Alabasta, che non appena riconosce Rufy gioisce e gli racconta la sua storia: dopo aver raggiunto il Nuovo Mondo, lui e altri suoi simili hanno incontrato il pirata Breed che li ha resi suoi schiavi. Breed si presenta ai tre e intrappola Chopper utilizzando i poteri del suo frutto del diavolo Peto Peto che lo rende capace di controllare i corpi altrui tramite dei collari prodotti con le mani; egli costringe Chopper ad attaccare i suoi compagni che, in un momento di distrazione, vengono anch'essi colpiti dai collari. |                   |                  |
| 627 | La sconfitta dell'alleanza pirata!? Luffy in pericolo 「ルフィ海に死す!? 海賊同盟崩壊」 - Rufi umi ni shisu!? Kaizoku dōmei hōkai – "Rufy annega!? La disfatta dell'alleanza pirata" | 5 gennaio 2014    | 2 febbraio 2022  |
| 627 | Breed imprigiona Rufy e Law spiegando loro di volere usare Caesar per creare degli Smiles con i quali trasformare tutti gli umani, che lui odia, in animali. Infastidito dai commenti di Rufy, con i propri poteri costringe quest'ultimo e Law a combattere uno contro l'altro, senza utilizzare i loro poteri. Durante il combattimento, Caesar nella confusione riesce ad allontanarsi: Breed se ne accorge ma fa finta di nulla. Quando il Dugongo Kung-Fu lo implora di farli smettere, Breed fa fermare i due, ma costringe l'animale a colpirli e, infine, a gettarli in mare per farli affogare. |                   |                  |
| 628 | La disfatta di Breed! Il contrattacco dell'alleanza pirata 「大逆転! 炸裂ルフィ怒りの鉄拳」 - Dai-gyakuten! Sakuretsu Rufi ikari no tekken – "Grande capovolgimento! Il pugno esplosivo di furia di Rufy" | 12 gennaio 2014   | 2 febbraio 2022  |
| 628 | Chopper e il Dugongo Kung-Fu si ribellano a Breed disprezzandolo per ciò che ha fatto e quando l'uomo li fa attaccare dagli altri animali, vengono salvati da Rufy e Law, appena giunti con Caesar. I tre, utilizzando dei tappi per le orecchie, non sentono gli ordini di Breed e non ne vengono influenzati. In questo modo, Rufy e il Dugongo Kung-Fu sconfiggono insieme Breed. Tornati sulla Sunny mentre l'alba sta sorgendo, la ciurma capitanata dal Dugongo Kung-Fu ringrazia e si allontana per andare all'avventura. Sul giornale del mattino, Law e la ciurma di Cappello di Paglia apprendono che Do Flamingo ha lasciato la Flotta dei Sette ed ha rinunciato al trono di Dressrosa, ma anche che la loro alleanza è di dominio pubblico, come lo è quella delle supernove Kidd, Hawkins e Apoo. Law chiama, quindi, Do Flamingo che gli conferma quanto letto sul giornale. |                   |                  |

## DVD

### Giappone
Gli episodi della sedicesima stagione di One Piece sono stati distribuiti in Giappone anche tramite DVD, quattro per disco, dall'8 gennaio 2014 al 4 giugno 2014.
| N° | Data            | Dischi | Episodi      | Extra | Fonte  |
| -- | --------------- | ------ | ------------ | ----- | ------ |
| 1  | 8 gennaio 2014  | 1      | 579-582      | /     | [ 20 ] |
| 2  | 8 gennaio 2014  | 1      | 583-586      | /     | [ 21 ] |
| 3  | 5 febbraio 2014 | 1      | 587-589, 591 | /     | [ 22 ] |
| 4  | 5 febbraio 2014 | 1      | 592-595      | /     | [ 23 ] |
| 5  | 5 marzo 2014    | 1      | 596-599      | /     | [ 24 ] |
| 6  | 5 marzo 2014    | 1      | 600-603      | /     | [ 25 ] |
| 7  | 2 aprile 2014   | 1      | 604-607      | /     | [ 26 ] |
| 8  | 2 aprile 2014   | 1      | 608-611      | /     | [ 27 ] |
| 9  | 14 maggio 2014  | 1      | 612-615      | /     | [ 28 ] |
| 10 | 14 maggio 2014  | 1      | 616-619      | /     | [ 29 ] |
| 11 | 4 giugno 2014   | 1      | 620-623      | /     | [ 30 ] |
| 12 | 4 giugno 2014   | 1      | 624-628      | /     | [ 31 ] |